# Klacsmányi Sándor
Klacsmányi Sándor (Nyárádszentmárton, 1941. február 4. – Nagybánya, 2011. június 15.) romániai magyar újságíró, szerkesztő, műfordító.

## Élete és munkássága
A marosvásárhelyi Bolyai Farkas Líceumban érettségizett (1960), a Babeș–Bolyai Tudományegyetemen szerzett magyar nyelv és irodalom szakos tanári diplomát (1964). Előbb Szatmárhegyen, majd Hargitafürdőn tanár, 1966-tól a Bányavidéki Fáklya szerkesztője, 1978-89 között főszerkesztő. Közben elvégezte a bukaresti Ștefan Gheorghiu Akadémia újságírói tanfolyamát. Verssel, riporttal, színháztörténeti írással az Ifjúmunkás, Utunk, Korunk hasábjain jelentkezett; sorozatosan fordította Alexandru Andrițoiu, Ion Horea, Tiberiu Utan, Nichita Stănescu, Geo Dumitrescu és más román költők verseit. Felkutatta és Adalékok a román irodalom magyar bibliográfiájához c. alatt Balogh Béla levéltárossal közösen közreadta Laurențiu Bran és Révai Károly nagybányai költők század elejei Eminescu-, Isac-, Goga- és George Coșbuc-fordításait, jegyzékében kiegészítve a román irodalom Domokos Sámuel-féle magyar könyvészetének addigi hiányait (Korunk, 1971/12).
1989 decembere után a Bányavidéki Új Szó és az ugyancsak Nagybányán megjelenő Erdélyi Féniks munkatársa, a Tulipán helyi kiadói, lapterjesztői és turisztikai részlegének menedzsere volt.